# Combin du Meitin
Le Combin du Meitin est un sommet des Alpes pennines, en Suisse, situé dans le canton du Valais, qui culmine à 3 626 m d'altitude.
Sommet du massif des Combins situé à l'ouest du Combin du Valsorey et au sud de la crête des Maisons Blanches, il domine les névés du glacier de Corbassière au nord et le val d'Entremont et le village de Bourg-Saint-Pierre à l'ouest.